# Tataho
Tataho est une commune rurale malgache située dans la région de Fitovinany.